# Sistem ternar
Un sistem ternar este un sistem de numerație în bază 3. Utilizează cifrele 0, 1, 2 pentru a reprezenta numerele reale. Împărtășește multe proprietăți comune cu sistemul de numerație în bază fixă, printre care posibilitatea de a reprezenta orice număr real într-o modalitate unică și posibilitatea de reprezentare a numerelor raționale și iraționale.
O cifră ternară conține o cantitate de informație de {\displaystyle \log _{2}3\approx 1,585} bit.